# Djibril Sall
Djibril Sall (ur. 6 kwietnia 1961) – senegalski judoka. Olimpijczyk z Los Angeles 1984, gdzie zajął osiemnaste miejsce w wadze ekstralekkiej.

## Letnie Igrzyska Olimpijskie 1984
| Konkurencja | Eliminacje          | Klas. końcowa |
| Konkurencja | 1/32                | Miejsce       |
| ----------- | ------------------- | ------------- |
| 60 kg       | Peter Jupke (FRG) P | 18.           |